# Зелёный Дол (Алтайский край)
Зелёный Дол — посёлок в Петропавловском районе Алтайского края России. Административный центр Зеленодольского сельсовета.

## География
Расположен на юго-востоке края, на предгорной равнине, по берегу реки Ануй.
Климат
континентальный. Средняя температура января −18,2 °C, июля +18,9 °C. Годовые нормы атмосферных осадков 450 мм.

## История
Возник в 1955 году как центральная усадьба целинного совхоза «Ануйский».

## Население
| 1997  | 1998  | 1999  | 2000  | 2001  | 2002  | 2003  | 2004  | 2005  | 2006  |
| ----- | ----- | ----- | ----- | ----- | ----- | ----- | ----- | ----- | ----- |
| 1259  | ↗1305 | ↗1321 | ↗1362 | ↘1337 | ↗1411 | ↘1380 | ↘1355 | ↗1361 | ↗1385 |
| 2007  | 2008  | 2009  | 2010  | 2011  | 2012  | 2013  |       |       |       |
| ↗1409 | ↗1413 | ↗1418 | ↘1400 | ↘1397 | ↗1409 | ↘1391 |       |       |       |

Национальный состав
Согласно результатам переписи 2002 года, в национальной структуре населения русские составляли 94 % от 1376 чел..

## Инфраструктура
Развито сельское хозяйство. Активно работал совхоз «Ануйский».

## Транспорт
Посёлок доступен автомобильным транспортом.
Подходит  автодорога межмуниципального значения «Петропавловское - Зеленый Дол - Красный Восток» (идентификационный номер 01 ОП МЗ 01Н-3401) протяжённостью 13,000 км.